# Martinskirche (Oberlenningen)

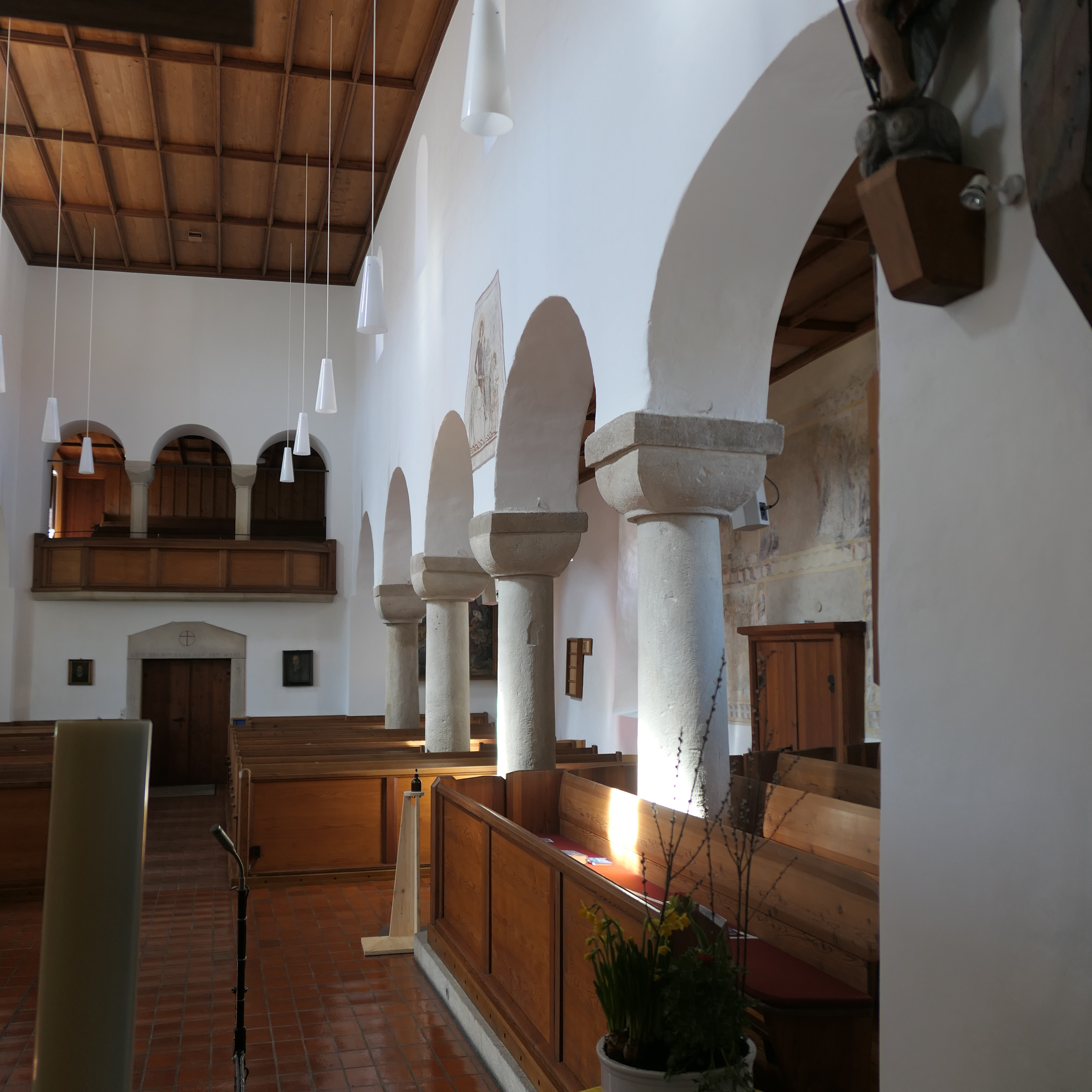
Martinskirche (Oberlenningen) Arkaden Nord, Triforien Westempore

Die evangelische Martinskirche ist ein Kirchengebäude in Oberlenningen, einem Ortsteil von Lenningen im Landkreis Esslingen in Baden-Württemberg. Die flachgedeckte, dreischiffige, romanische Säulenbasilika des 11. Jahrhunderts ist ungewöhnlich schlicht. Die Kirchengemeinde gehört zum Kirchenbezirk Kirchheim unter Teck der Evangelischen Landeskirche in Württemberg.

## Geschichte
Die Kirche wurde 1275 erstmals unter dem Landkapitel Owen erwähnt. Der Baubefund verweist jedoch in das frühe Mittelalter. Ein Bau des 7. bis 8. Jahrhunderts wurde bei Grabungen 1932 entdeckt. Umbauten erfolgten im 11. Jahrhundert. Eine breite Säulenstellung der vier Säulenpaare und die schmucklosen Polsterkapitelle weisen auf die Baukunst der Frühromanik hin. Parallelen zur Georgskirche in Oberzell sind deutlich. Das Kirchenschiff wurde im 14. Jahrhundert mit Fresken ausgemalt, die teilweise wieder freigelegt wurden. Ende des 15. Jahrhunderts wurde anstelle einer romanischen Apsis ein spätgotischer, dreiseitig geschlossener, sterngewölbter Chor mit fünfgeschossigem Turm angebaut. Laut einer Bauinschrift von 1326 wurde die Kirche als Münster bezeichnet. Weitere Umbauten erfolgten im 15., 17. und 18. Jahrhundert. 1937 wurde ein Westvorbau angefügt.

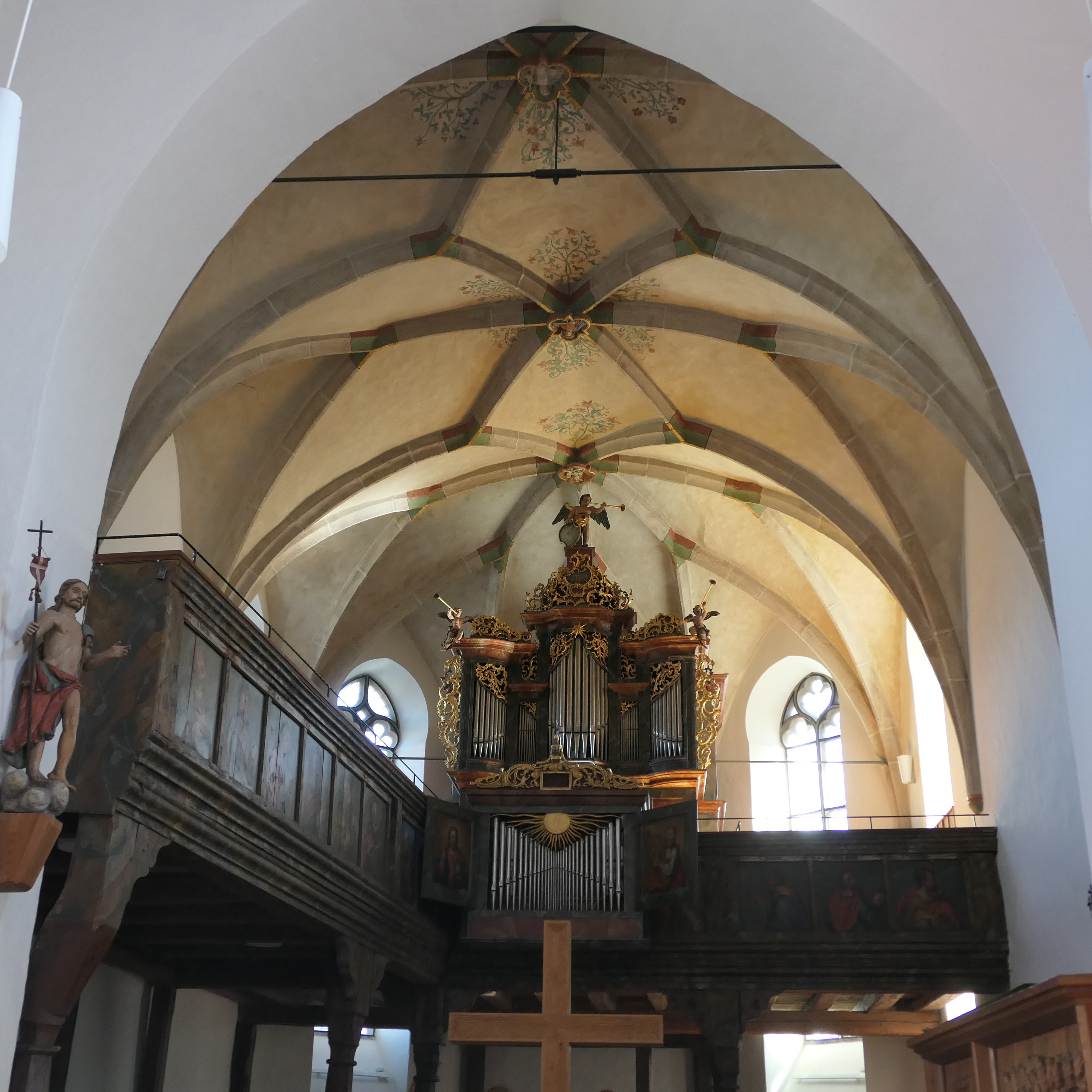
Martinskirche Oberlenningen Chor
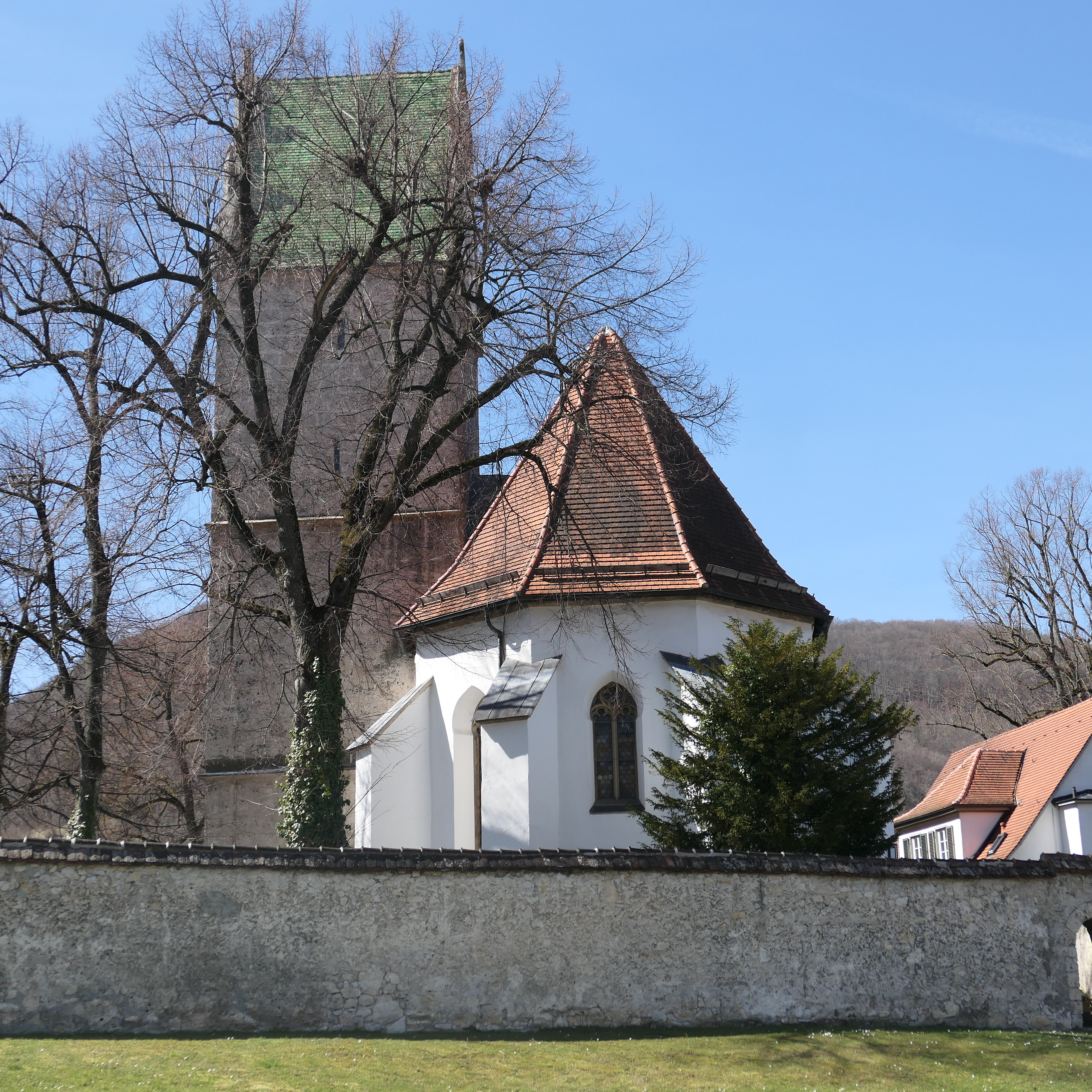
Ostansicht mit Wehrmauer
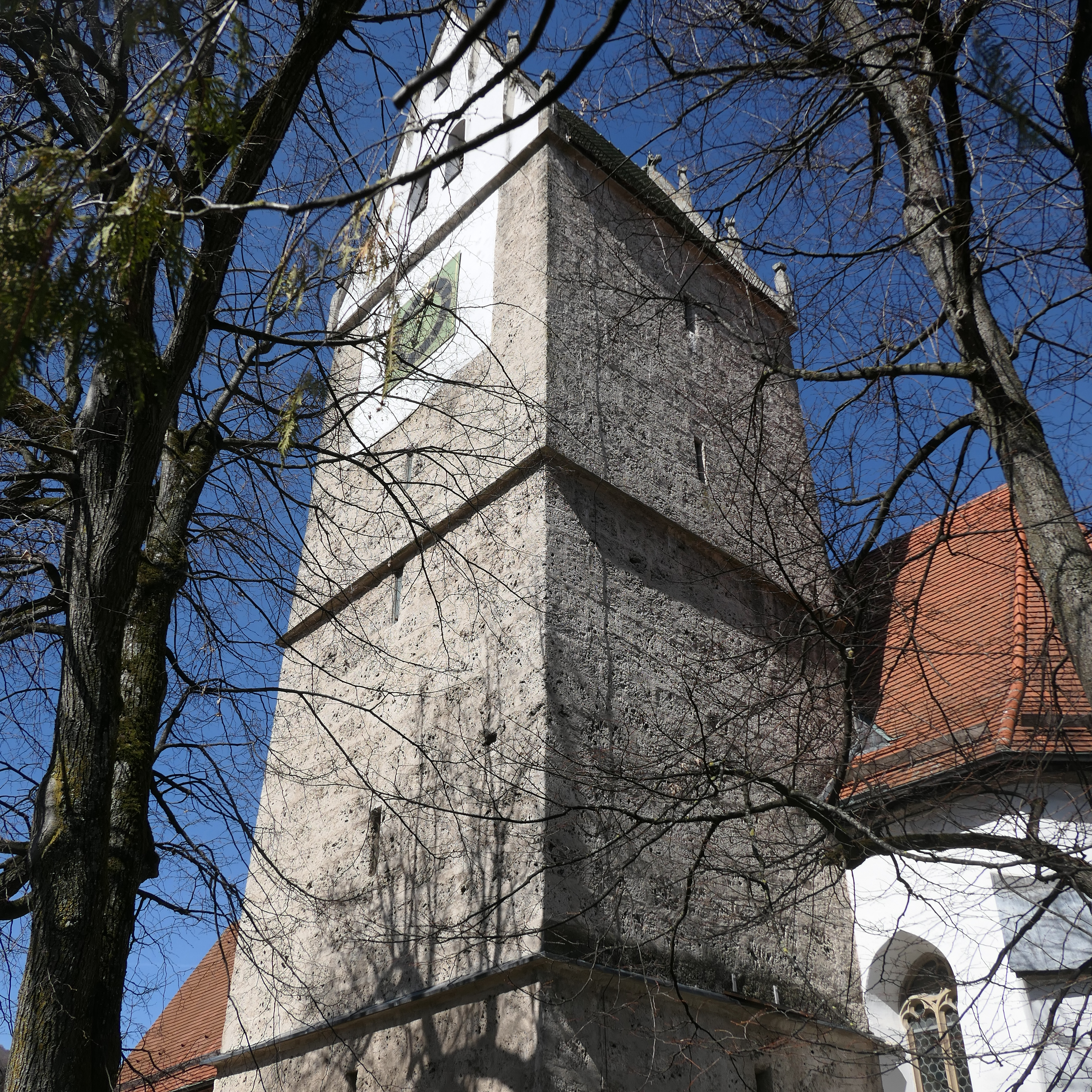
Seitenturm SO
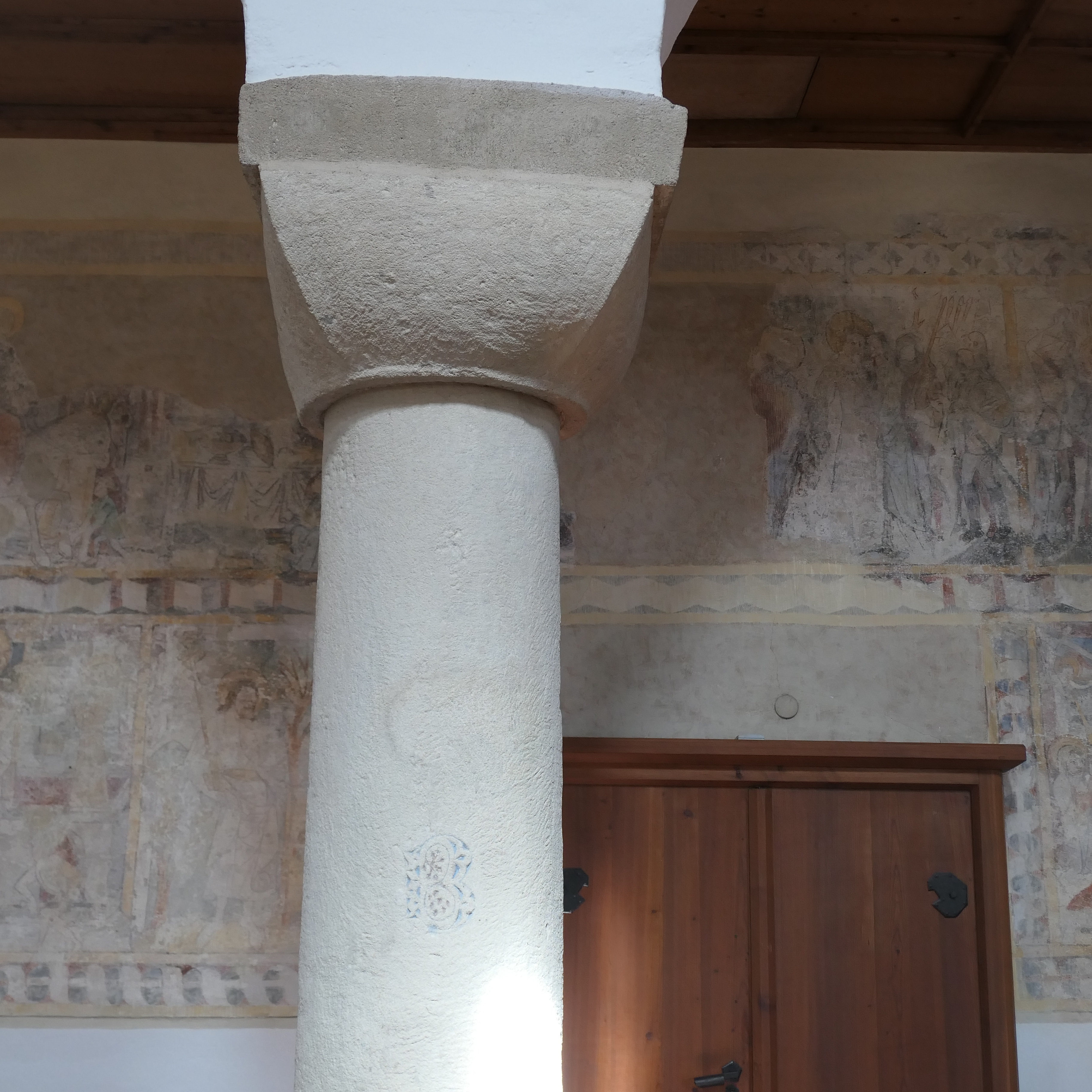
Nordsäule mit Polsterkapitell, Fresken
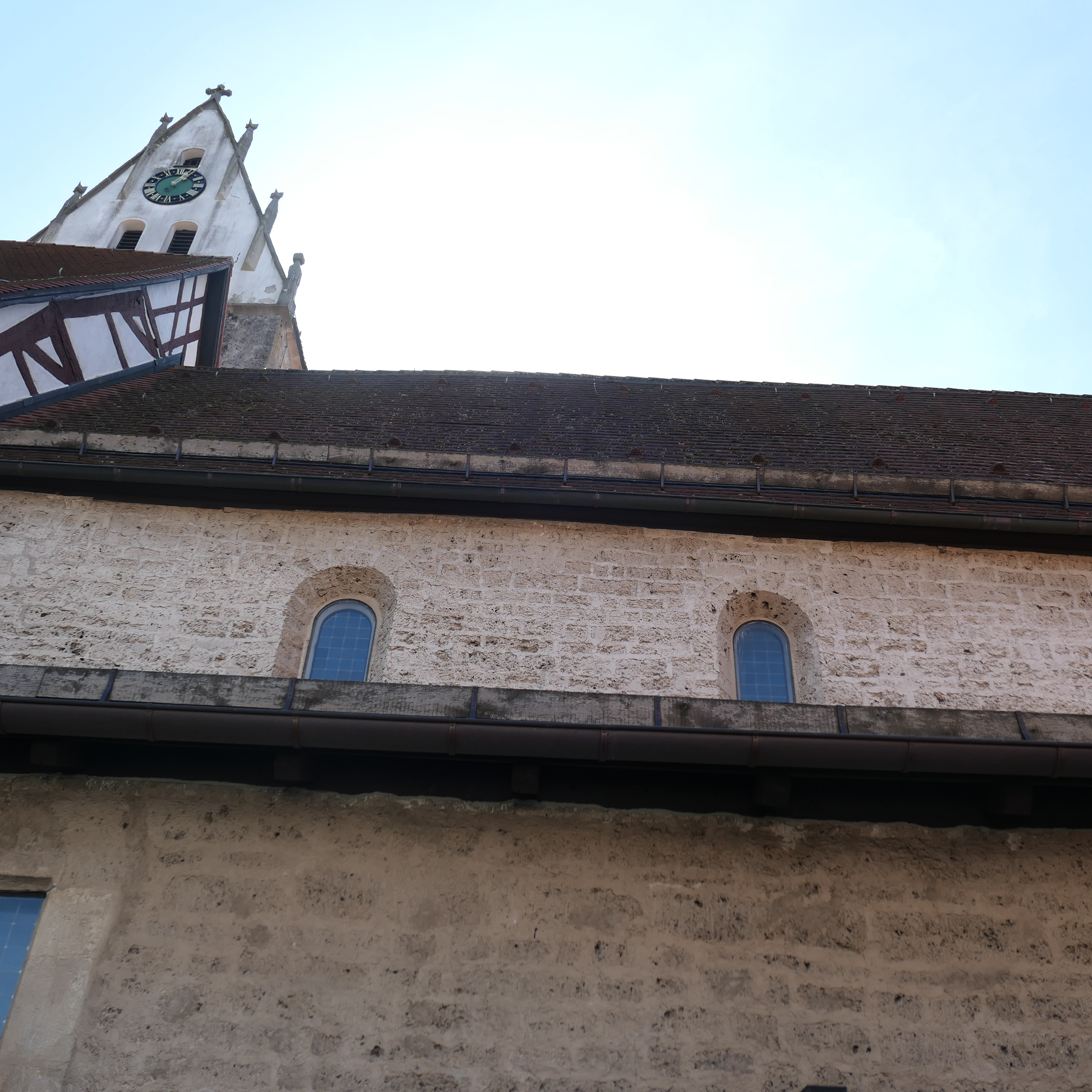
Obergaden Nordseite